# Grafométer

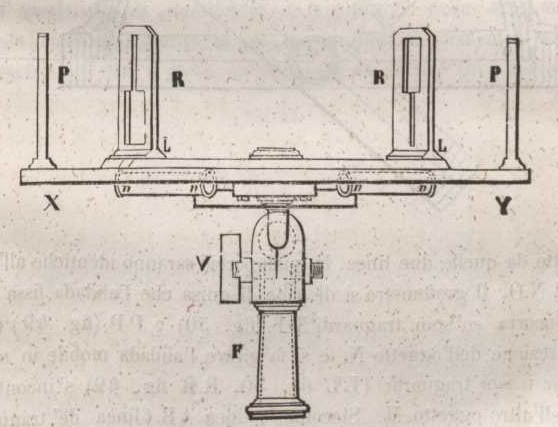
19. századi grafométer. (Manuale del fognatore comprendente la pratica inglese del drenaggio, 1856).

A Szidnai–Kiss-féle grafométer az írásanalitika alapvető mérési műszere.
Az írásanalitika sémája tartalmaz egy specialitások elnevezésű területet, amelybe besorolható a grafométer azon működési elve, miszerint az írásnak van láthatatlan dimenziója is. Az íróeszköz felemelésekor a levegőben egyfajta tudatalatti, agy által vezérelt mozgás történik, amit a grafométer képes „látni”, a szoftver pedig rögzíteni.
A mikromotórium regisztrációja komputeres grafometria segítségével történik, online és offline eljárással. Ennek lényege, hogy az írásgörbét szkenner, illetve digitális tábla segítségével digitalizáljuk, majd az írásgörbét a számítógépbe táplálva algoritmizáljuk, melynek eredményeként a görbe olyan fizikai tulajdonságait mérhetjük, mint:
- a kézírás kiterjedésbeli tulajdonságai (méret, sűrűség, sűrűség eloszlása)
- a kézírásirány jellemzői (preferált irány, iránytartás, tremor, irányváltás paraméterei)
- a kézírás dinamikus jellemzői (nyomaték, sebesség, gyorsulás, toll iránytartása).